# Allsvenskan de 1994
A Primeira Divisão do Campeonato Sueco de Futebol da temporada 1994, denominada oficialmente de Allsvenskan 1994, foi a 70º edição da principal divisão do futebol sueco. O campeão foi o IFK Göteborg que conquistou seu 15º título nacional e se classificou para a Liga dos Campeões da UEFA de 1995-96.

## Premiação
| Allsvenskan 1994                  |
| Sweden                            |
| --------------------------------- |
| IFK GÖTEBORG Campeão (15º título) |